# Арнульф (граф Голландии)
Арнульф (Арнольд; нидерл. Aarnout, Arnulf, нем. Arnulf; между 950 и 955 — 18 сентября 993) — граф Западной Фрисландии (будущей Голландии) с 988 года.

## Биография
Вероятнее всего Арнульф, сын графа Дирка II и Хильдегарды Фландрской, родился между 950 и 955 годами в Генте, благодаря чему получил прозвище Гентский (лат. Gandensis).
Впервые он упомянут в 970 году вместе с родителями. С этого момента имя Арнульфа часто встречается в различных фламандских документах. В 983 году Арнульф сопровождал императора Оттона II Рыжего в поездке в Верону и Рим.
После смерти отца в 988 году Арнульф унаследовал его владения. Он был верным сторонником императоров Священной Римской империи Оттона II и Оттона III. За время правления ему удалось расширить свои владения на юг. Но в результате поддержки Карла Лотарингского Арнульф вступил в конфликт с королём Франции Гуго Капетом и лишился французских ленов.
Как и отец, Арнульф покровительствовал Эгмондовскому аббатству, сделав ему ряд дарений.
Со второй половины X века у графов Западной Фрисландии начались конфликты с западными фризами, за счёт земель которых они пытались расширить свои владения. Первым графом, который вступил в вооружённое столкновение с фризами, был Арнульф, который в 993 году вторгся в их владения. Однако 18 сентября он был погиб в битве у Винкеля в Западной Фрисландии. Его тело было похоронено в Эгмондовском аббатстве. Его могила была разрушена в 1573 году во время восстания гёзов.
Поскольку старший сын и наследник Арнульфа, Дирк III, был ещё мал, то регентом при нём стала его мать, Лиутгарда Люксембургская, которая при поддержке императоров Оттона III и Генриха II (который был женат на её сестре) смогла сохранить владения за сыном.

## Брак и дети
Жена: после 980 года — Лиутгарда Люксембургская (умерла 14 мая после 1005), дочь графа Люксембурга Зигфрида и Гедвиги. Дети:
- Дирк III (около 981/990 — 27 мая 1039), граф Западной Фрисландии (Голландии) с 993 года
- Зигфрид (Сиццо) (умер 5 июня 1030), земский фогт Западной Фрисландии
- (?) Алейда (Аделинда, Адельгейда); 1-й муж: граф Булони Бодуэн II (около 990 — около 1033); 2-й муж: граф Понтье Ангерран I (умер около 1045).

По мнению ряда исследователей, дочерью Арнульфа могла быть Гертруда (умерла 21 июля 1077), жена графа Людольфа Брауншвейгского, который благодаря этому мог унаследовать Фризскую марку. Но данная версия не имеет документального подтверждения, тем более, что не существует доказательств, подтверждающих владение Арнульфом Гентским Средней Фрисландией. Кроме того, у этой версии существуют проблемы с хронологией.